# فيفا 06
فيفا 06 (بالإنجليزية: FIFA 06)‏ ، هي لعبة فيديو إلكترونية من نوع رياضة كرة القدم، وتسمى في النسخة الأمريكية فيفا سوكر 06 (FIFA Soccer 06) ، صدرت في الأسواق سنة 2005م، وتعمل لأنظمة التشغيل والتي منها مايكروسوفت ويندوز وبلاي ستيشن بورتبل وإكس بوكس وغيرها.    
1. ↑  Reed، Kristan (30 سبتمبر 2005). "FIFA 06 (Xbox)". Eurogamer. مؤرشف من الأصل في 2017-11-27. اطلع عليه بتاريخ 2015-04-11.
2. ↑  Kato، Matthew (أكتوبر 2005). "FIFA Soccer 06 (GC, PS2, Xbox)". Game Informer ع. 150: 128. مؤرشف من الأصل في 2006-02-24. اطلع عليه بتاريخ 2015-04-11.
3. ↑  Kato، Matthew (نوفمبر 2005). "FIFA Soccer 06 (PSP)". Game Informer ع. 151: 182.
4. ↑  "FIFA 06 (PS2, Xbox)". GamePro. ديسمبر 2005.

## وصلات خارجية
- فيفا 06 على موقع IMDb (الإنجليزية)

- الموقع الرسمي
- FIFA Soccer 06 على موبي غيمز